# Hribljane
Hribljane so naselje v Občini Cerknica.